# Hunter Biden
Robert Hunter Biden, född 4 februari 1970 i Wilmington, Delaware, är en amerikansk advokat och affärsman. 
Han är son till president Joe Biden och dennes första hustru Neilia Hunter och överlevde tillsammans med brodern Beau den bilolycka 1972 där hans mor och syster omkom. Han studerade historia och juridik vid Georgetown University och tog därefter juristexamen från Yale Law School 1996.
2001 blev han en av grundarna till lobbyistfirman Oldaker, Biden & Belair. Han var vice ordförande för Amtrak mellan 2006 och 2009. I samband med faderns val till USA:s vicepresident avvecklade han sin lobbyistverksamhet och blev istället delägare i den nygrundade investment- och konsultfirman Rosemont Seneca Partners. Från 2014 till 2019 var han styrelseledamot i Burisma, en av Ukrainas största naturgasproducenter.
Biden ryckte in som reservist i USA:s flotta 2013 men fick till följd av ett positivt drogtest lämna flottan i förtid.

## Brott
År 2020 uppmärksammades en kontrovers gällande Hunter Bidens laptop som på något vis kommit på villovägar. Den 14 oktober 2020, strax innan presidentvalet i USA 2020, började New York Post publicera en serie artiklar baserat på material från datorn. Materialet bestod bland annat av bilder och filmer där han använder droger och material av sexuell karaktär med kvinnor som kan misstänkas vara prostituerade. Dessutom fanns hemliga affärsdokument och privata kontaktuppgifter till en rad högt uppsatta affärsmän och politiker, däribland till president Joe Biden. FBI fick tillgång till datorn i december 2019 och Hunter Biden utreddes sedan av FBI misstänkt för penningtvätt och bedrägeri.
En del av e-postmeddelandena indikerade att Hunters far, Joe Biden, kan ha varit inblandad i sin sons affärer under sin tid som vicepresident. I och med USA:s justitiedepartements utredning av Hunter Bidens affärer, började The New York Times, den 16 mars 2022, benämna material från datorn som autentiskt.
Hunter Biden dömdes i juni 2024 för illegalt vapeninnehav efter att han ljugit om sitt droganvändande när han ansökte om licens för vapnet. Han hade missbruksproblem när brotten begicks. Han har även erkänt sig skyldig till skattebrott under åren 2016–2019. För skattebrottet riskerade han upp till 17 år i fängelse och vapenbrottet är straffbart med upp till 25 år.
I december 2024, innan domen för brotten kommit, meddelade Joe Biden att han benådade sin son från alla federala brott han begått mellan den 1 januari 2014 och 1 december 2024. Beslutet att benåda sonen kritiserades både av partikollegor och republikaner som menade att det undergrävde allmänhetens förtroende för rättssystemet.

## Familj och privatliv
Biden gifte sig första gången 1993 med Kathleen Buhle och har tre barn med henne, Naomi, Finnegan och Maisy. Paret separerade 2015 och skildes 2017. Biden gifte sig andra gången i maj 2019 med den sydafrikanska filmskaparen Melissa Cohen och makarna har en son, född 2020. Familjen är bosatt i Hollywood Hills i Los Angeles.
Han har även en dotter, född 2018 i Arkansas, tillsammans med stripteasedansösen Lunden Alexis Roberts. Biden förnekade till en början att ha haft en relation med henne men erkände faderskapet efter ett DNA-test och gick med på att betala underhåll.
Biden har offentligt uttalat sig om sitt alkohol- och drogberoende.